# (38421) 1999 RZ221
1999 RZ221 (asteroide 38421) é um asteroide da cintura principal. Possui uma excentricidade de 0.22481910 e uma inclinação de 14.30854º.
Este asteroide foi descoberto no dia 6 de setembro de 1999 por CSS em Catalina.